# Shannon Hamm
Shannon Hamm (Texas, 10 dicembre 1967) è un chitarrista statunitense, famoso per aver suonato in gruppi come i Death e i Control Denied di Chuck Schuldiner.

## Biografia
Prima dei Death, Shannon fu musicista di molti piccoli gruppi della scena metal underground texana, tra cui i Metalstorm, con i quali incise ben 4 demo tra il 1986 e il 1994.
Fu componente dei Death dal 1996 fino allo scioglimento avvenuto nel 1999.
Fu poi membro dei Control Denied dal 1999 fino alla morte di Chuck Schuldiner, avvenuta nel 2001.
Sempre nel 1999 fonda i Beyond Unknown (ricoprendo i ruoli di chitarrista e bassista) senza però riuscire produrre materiale a causa del decesso del batterista della band Chris Williams, avvenuto nel 2000, provocando lo scioglimento del gruppo.
Nel 2009 è stato colpito da un infarto, e - sprovvisto di assicurazione sulla salute - è stato aperto un fondo per aiutare la sua famiglia ed i suoi amici a raccogliere il denaro necessario alle cure, alle parcelle, ai costi delle ricette mediche e a tutto quello che riguarda la sua salute.
Dal 2010 entra a far parte degli Order of Ennead come turnista in sede live.